# Cohasset
Cohasset is een plaats (city) in de Amerikaanse staat Minnesota, en valt bestuurlijk gezien onder Itasca County.

## Demografie
Bij de volkstelling in 2000 werd het aantal inwoners vastgesteld op 2481.
In 2006 is het aantal inwoners door het United States Census Bureau geschat op 2533, een stijging van 52 (2.1%).

## Geografie
Volgens het United States Census Bureau beslaat de plaats een oppervlakte van
91,3 km², waarvan 68,6 km² land en 22,7 km² water.

## Plaatsen in de nabije omgeving
De onderstaande figuur toont nabijgelegen plaatsen in een straal van 16 km rond Cohasset.